# Spaminta pavida
Spaminta pavida is een insect uit de familie van de Mantispidae, die tot de orde netvleugeligen (Neuroptera) behoort. 
Spaminta pavida is voor het eerst wetenschappelijk beschreven door Gerstäcker in 1885.